# Karosseriefabrik N. Trutz
Die Karosseriefabrik N. Trutz gründete 1871 der Wagenbauer Nikolaus Trutz in Coburg als Kutschenfabrik. Sie zählte zu den bedeutendsten deutschen Kutschenherstellern. Das Unternehmen existierte als Karosseriefabrik für Omnibusaufbauten bis 1958.

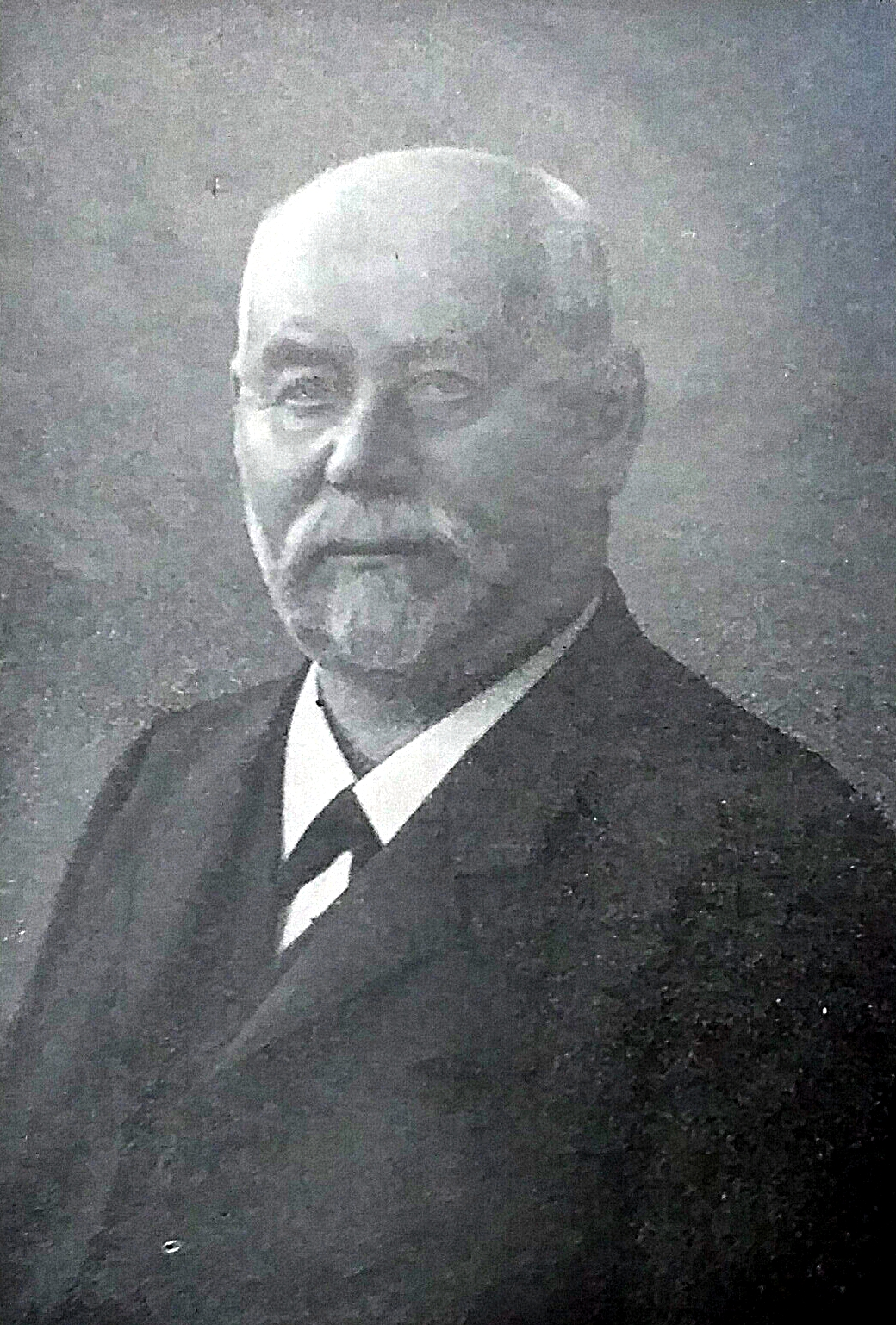
Nikolaus Trutz (um 1914)

Nikolaus Trutz wurde am 21. Januar 1839 im Oberlausitzischen Kuckau als Sohn eines sorbischen Bauern geboren. Nach der Volksschulzeit in Kuckau arbeitete er anfangs ein Jahr als Knecht auf einem Bauernhof. Es folgte in Kamenz eine Stellmacherlehre und anschließend ab 1857 die Gesellenzeit in Bautzen und Dresden. Im Jahr 1861 ging Trutz auf Wanderschaft, um sein Wissen über das Bauen von Kutschen zu vertiefen. Er fand unter anderem in Aachen in einer großen Wagenfabrik eine Anstellung, ehe er im August 1862 ohne Sprachkenntnisse nach Paris kam. Nach einigen Jahren in verschiedenen Firmen wurde Trutz erster Kastenschreiner in der angesehenen Pariser Wagenfabrik Rothschild & Sohn. Während dieser Zeit wurden zwei von ihm entworfene Wagen 1867 auf der Weltausstellung in Paris ausgezeichnet. Die angestrebte Selbstständigkeit in Paris verhinderte der Deutsch-Französische Krieg, der dazu führte, dass Trutz im August 1870 ausgewiesen wurde.

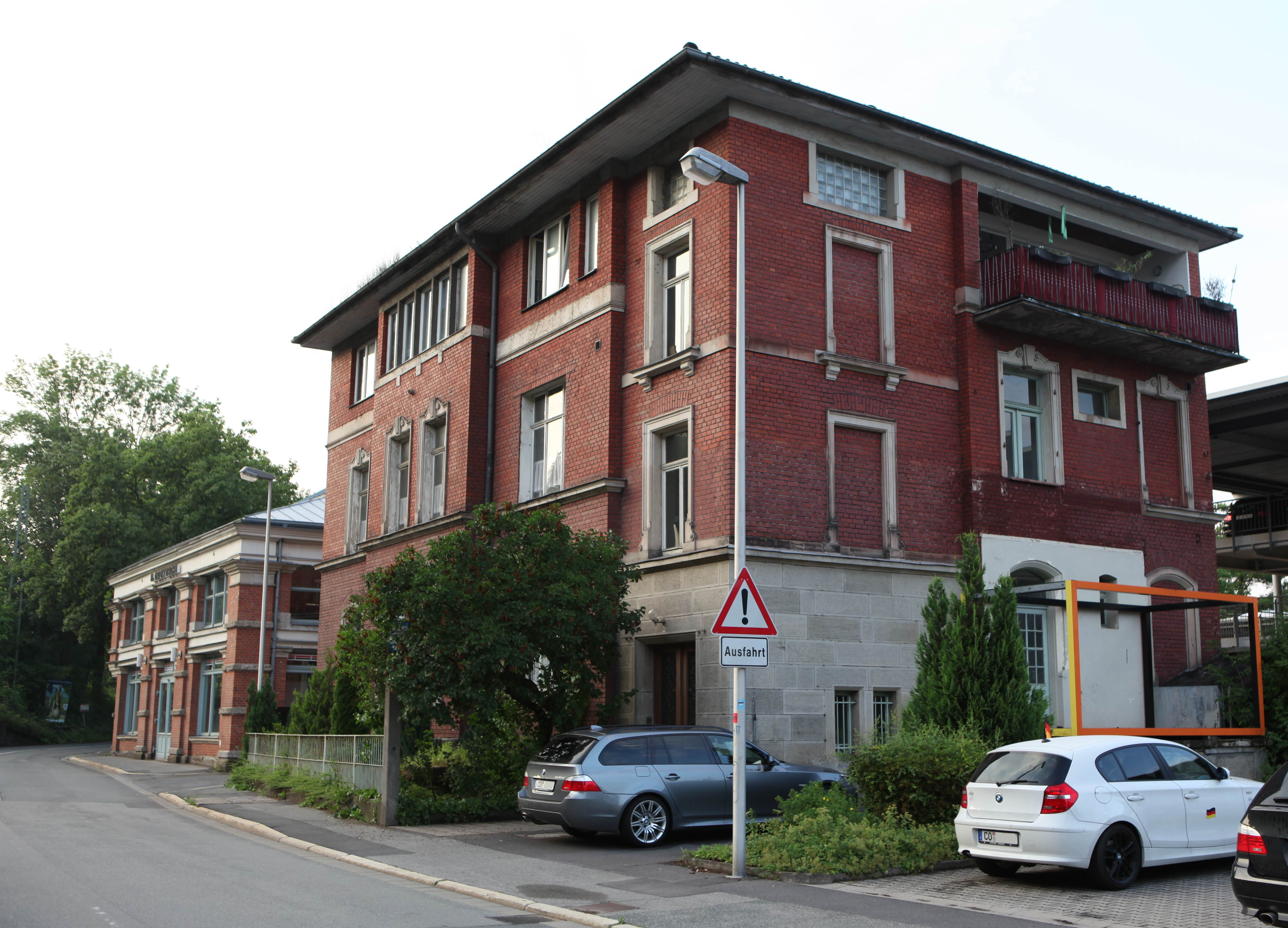
Wohn- und Verwaltungsgebäude am Sonntagsanger (1963 aufgestockt)

Nach einer längeren Suche erwarb Nikolaus Trutz schließlich am 1. Juni 1871 die kleine Kutschenwerkstatt des Andreas Müller im Steinweg 10 in der damaligen Residenzstadt Coburg. Nach zwei Jahren wurde der Betrieb in die Webergasse 33/35 verlegt. Es dauerte etwa acht Jahre, bis das Unternehmen sich durch seine Qualitätsarbeit und Luxuswagen zu einer der führenden deutschen Wagenfabriken entwickelt hatte und Trutz zum Hoflieferanten in Weimar und Coburg ernannt worden war. Neben einer Vielzahl deutscher Fürstenhäuser wurden auch das deutsche Kaiserhaus beliefert und Kutschen exportiert.

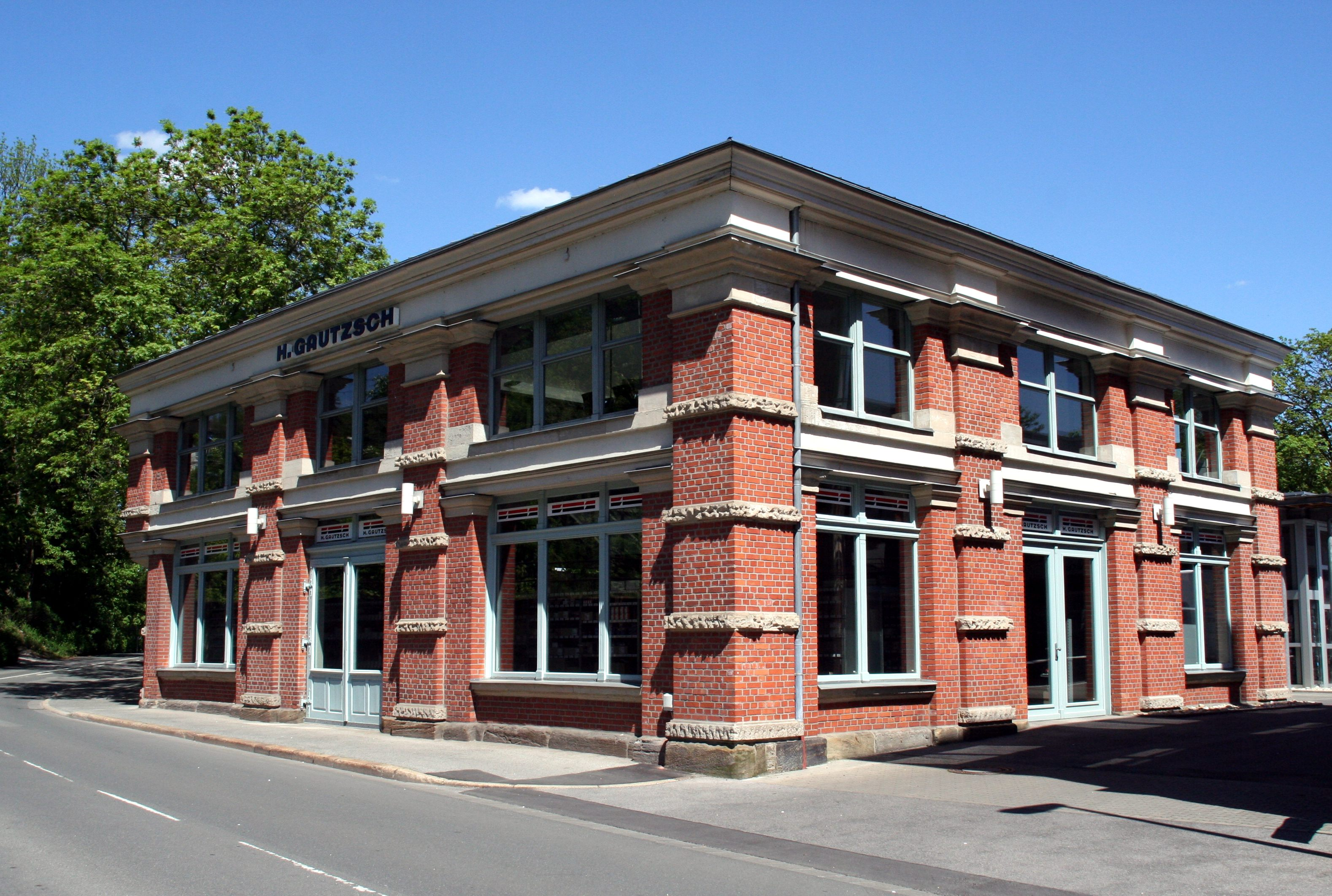
Verkaufshalle am Sonntagsanger

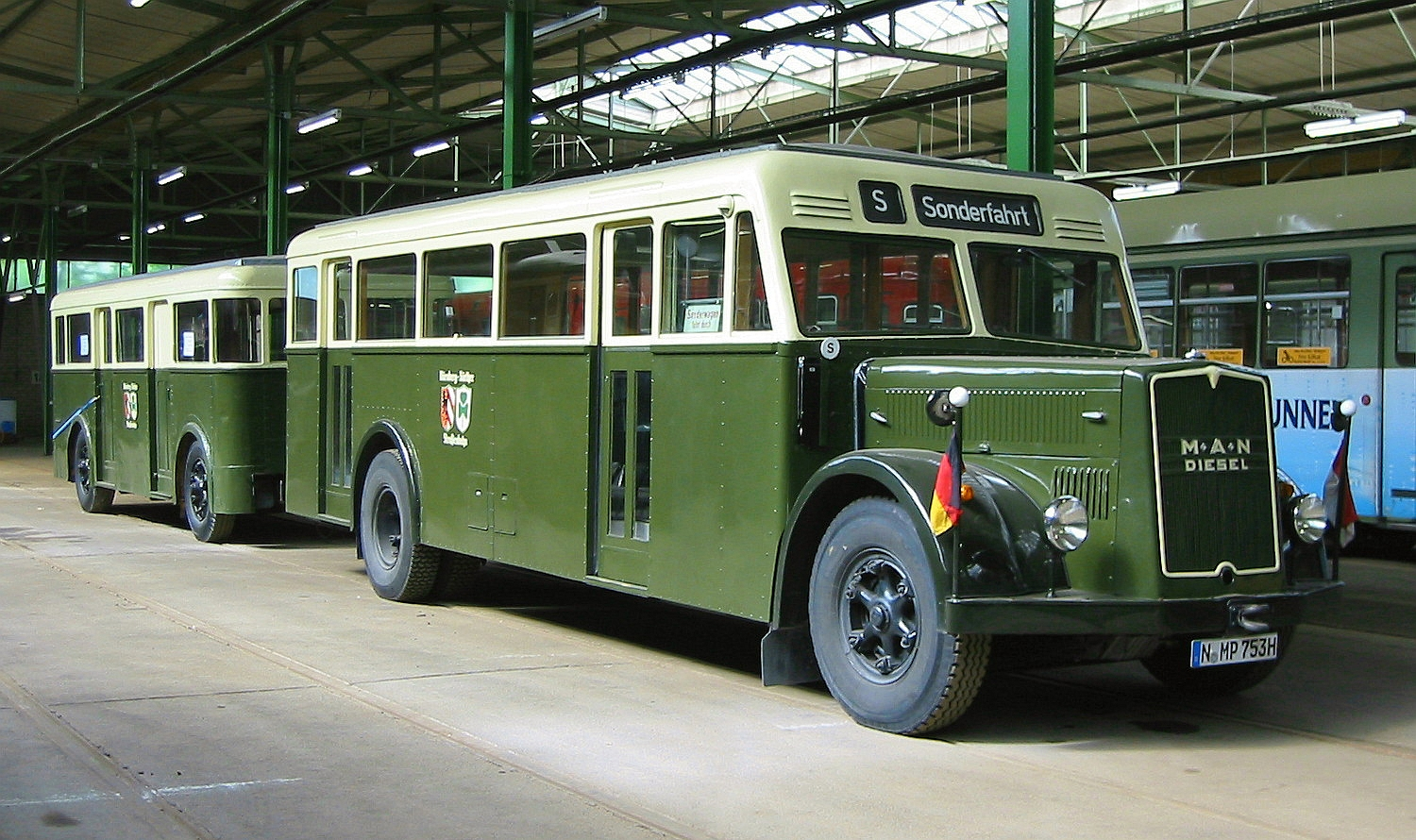
MAN MP mit Niederrahmen und Aufbau von Trutz (1930er Jahre)

Die Geschäftsexpansion führte Ende der 1890er Jahre zum Bau neuer Werkstätten mit einem zweigeschossigen Wohn- und Verwaltungsgebäude auf einem 5000 Quadratmeter großen Grundstück auf dem Sonntagsanger in Coburg. 1901 folgte die Erweiterung um eine zweigeschossige, repräsentative Verkaufs- und Ausstellungshalle. Außerdem erwarb Nikolaus Trutz am 1. Januar 1898 in Berlin für seinen ältesten Sohn Karl die Hofwagenfabrik Josef Neuß.
Im Zeitraum zwischen 1899 und 1909 wurden 1068 Aufträge abgewickelt, pro Monat verließen im Jahr 1906 durchschnittlich 15 Kutschen die Fabrik. Die Produktion umfasste 20 Prozent Nutzfahrzeuge wie beispielsweise Milch- und Bierwagen, Krankentransport- und Leichenwagen sowie Pferdeomnibusse. Hauptkunde war seit einem Liefervertrag für Postwagen von 1879 die Oberpostdirektion Erfurt mit 170 Wagen, meist waren es Landbriefträgerwagen. Die restlichen 80 Prozent der Produktion waren Luxuskutschen, insbesondere der Typen Landauer und Mylord, aber auch Pferdeschlitten. 70 Wagen wurden nach Mexiko und 19 nach Ecuador exportiert, 200 Gefährte an die Hofwagenfabrik Josef Neuß ausgeliefert. 81 Fahrzeuge blieben in den Herzogtümern Sachsen-Coburg und Sachsen-Gotha.
Nikolaus Trutz bekam zum 25-jährigen Betriebsjubiläum am 6. August 1896 das Ritterkreuz II. Klasse des Ernestinischen Hausordens verliehen und beim 30-jährigen Jubiläum folgte die Ernennung zum Kommerzienrat. Im Jahr 1909 verkaufte Trutz, dessen zuvor verstorbener jüngerer Sohn Joseph das Unternehmen hätte eigentlich übernehmen sollen, die „Erste und Älteste Coburger Wagenfabrik N. Trutz“ mit damals 40 Mitarbeitern an den Ingenieur Alexander Glasow (1879–1949), den Schwiegersohn eines Jugendfreundes. Bis zu dem Zeitpunkt waren über 3000 Fahrzeuge gebaut worden. Trutz zog nach Erfurt zu seinen Töchtern und starb 1916.
Am 13. Oktober 1903 lieferte das Unternehmen ihre erste Automobilkarosserie an die Nürnberger Motorfahrzeuge-Fabrik Maurer-Union GmbH, der vereinzelt bis 1909 weitere folgten. Unter Alexander Glasow kam es schließlich zum endgültigen Einstieg in den Karosseriebau für Kraftfahrzeuge. Ein Hauptkunde für die hölzernen Omnibusaufbauten auf Fahrgestellen von Lastkraftwagen war ab 1910 wieder die Oberpostdirektion Erfurt. 1911 zeigte das Unternehmen seine Produkte auf der Berliner Automobilausstellung. Die Konzentration auf Omnibusaufbauten folgte im Jahr 1925. Mitte der 1920er Jahre stellte Trutz unter anderem im Rahmen einer Studienausführung die Karosserien für Omnibusprototypen mit einem niedrigen Fußboden und Türen für jede Sitzreihe her.
1928 stellte das Unternehmen auf der Internationalen Automobilausstellung in Berlin ihre erste Omnibuskarosserie in nietenloser Stahlbauweise vor. Omnibusaufbauten erhielten unter anderem Fahrzeuge von MAN, Büssing und Henschel. Zu dem Zeitpunkt waren etwa 175 Mitarbeiter bei Trutz beschäftigt, zehn Jahre später waren es für Militäraufträge 400 Menschen. Zwischen 1909 und 1931 wurden etwa 2500 Aufträge abgewickelt. Alexander Glasow war im Mai 1937 der NSDAP beigetreten, sein gleichnamiger Sohn bereits 1932 und 1933 der SA.
Die Söhne Alexander und Ulrich folgten Alexander Glasow in der Unternehmensleitung. Eine letzte Blüte erlebte die Karosseriefabrik noch in den 1950er Jahren. 1950 wurde die Herstellung von Doppeldeckaufbauten (auf Vorkriegs-Fahrgestell) wieder aufgenommen, die Lübeck-Travemünder Verkehrsgesellschaft (LVG) erhielt solch ein Fahrzeug. Im Übrigen umfasste die Fertigung Omnibusaufbauten für den kommunalen und privaten Linien- und Reiseverkehr, Luxusomnibusse, Kühlfahrzeuge, Ausstellungswagen und andere Sonderkonstruktionen. Bis zu 450 Mitarbeiter hatte Trutz damals. 1955 erfolgte eine Umfirmierung von einer KG in eine GmbH und die Gebrüder Glasow zogen sich aus der Geschäftsführung zurück. 1958 wurde das Unternehmen geschlossen und das Firmenareal für 400.000 DM verkauft.